# Gare de Singsås
La Gare de Singsås est une station de la ligne de Røros. Elle est située dans le village de Singsås qui fait partie de la commune de Midtre Gauldal dans le comté de Trøndelag.

## Histoire
Cette gare fut mise en service en 1876, soit un an avant que la ligne de Røros soit achevée.